# Campylocheta nasellensis
Campylocheta nasellensis är en tvåvingeart som först beskrevs av Henry J. Reinhard 1952.  Campylocheta nasellensis ingår i släktet Campylocheta och familjen parasitflugor.
Artens utbredningsområde är Washington. Inga underarter finns listade i Catalogue of Life.